# HD 160934
HD 160934 — двойная звезда, которая находится в созвездии Дракона на расстоянии около 80 световых лет от нас.

## Характеристики
HD 160934 является относительно молодой звездой со спектральным классом K7. Она имеет большую хромосферную активность, что подтверждается анализом её рентгеновского излучения. HD 160934 принадлежит движущейся группе звёзд AB Золотой Рыбы, средний возраст элементов которой оценивается в 50 миллионов лет. Масса звезды составляет 0,69 массы Солнца.
В 2006 году группа астрономов объявила об открытии второго компаньона в системе. Им оказался красный карлик класса M2—M3 V с массой, равной приблизительно 0,57 массы Солнца, температура его поверхности достигает 3780 кельвинов. Его удалось непосредственно сфотографировать с помощью телескопа испанской обсерватории Калар Альто. Обе звезды в системе обращаются по сильно вытянутой эллиптической орбите (е=0,80) и совершают полный оборот вокруг общего центра масс за 5246 суток. Учёные предполагают, что в системе HD 160934 существует ещё третья компонента, однако для подтверждения этого необходимы новые, более тщательные исследования.